# Helolampis calvitium
Helolampis calvitium är en insektsart som beskrevs av Marius Descamps 1978. Helolampis calvitium ingår i släktet Helolampis och familjen Romaleidae. Inga underarter finns listade i Catalogue of Life.